# Martinet de Cassin
Neafrapus cassini
Espèce
Synonymes
- Chaetura cassini P.L. Sclater, 1863
(protonyme)

Statut de conservation UICN

 LC  : Préoccupation mineure
Le Martinet de Cassin ou  Martinet épineux à ventre blanc (Neafrapus cassini) est une espèce d'oiseaux de la famille des Apodidae.
Son nom commémore l'ornithologue américain John Cassin (1813-1869).

## Répartition
Son aire s'étend à travers l'Afrique équatoriale (y compris à Bioko).